# Ruth Bradley
Ruth Bradley, född  24 januari 1987 i Dublin, är en irländsk skådespelare.
Bradley har bland annat medverkat i TV-serien Humans (2015–2018) och Vår lilla hemlighet (2019–2023). Hon har även medverkat i filmen Miraklet från 2022.

## Filmografi (i urval)
- 2015–2018: Humans
- 2019–2023: Vår lilla hemlighet
- 2022: Miraklet